# IC 3809
IC 3809 је елиптична галаксија у сазвјежђу Ловачки пси која се налази на листи објеката дубоког неба у Индекс каталогу.
Деклинација објекта је + 36° 29' 22" а ректасцензија 12h 49m 4,4s. Привидна величина (магнитуда) објекта IC 3809 износи 15,6 а фотографска магнитуда 16,6. IC 3809 је још познат и под ознакама NPM1G +36.0289, PGC 3088424.